# Podravska Magistrala
Podravska Magistrala o Autopista Podravska es la principal ruta que conecta Eslavonia con el oeste de Croacia a través de Podravina. Atraviesa la zona más septentrional de la República de Croacia en una longitud de 328 km. Forma parte del enlace longitudinal de Dravograd - Maribor - Koprivnica - Virovitica - Osijek - Vukovar - Ilok - Novi Sad.
La Podravska Magistrala fue conformada luego de la expulsión de Eslavonia de los ejércitos turcos luego de 1684. La conformación de actual ruta de hoy está relacionada con la formación de nuevos asentamientos posteriores a la era turca y la construcción de los asentamientos otomanos en la ruta de Osijek a Koprivnica, Ludbreg y más al oeste.
El trazado de la actual autopista Podravska tiene antecedentes en las primeras décadas del siglo XVIII. Sigue, fundamentalmente, el curso del río Drava y en algunas pastes también el antiguo camino romano llamado "Via magna" la cual conectaba, durante el Imperio Romano, Ptuj (Poetovia) con Osijek (Mursa).
El trabajo en la construcción de la traza actual, que en un momento consistió en varios caminos de diferentes significados y categorías, comenzó durante la Segunda Guerra Mundial. Sin embargo, la construcción más intensiva tuvo lugar entre 1962 y 1973, cuando se completaron las obras. Con la construcción de esta carretera, el número de vehículos y la carga bruta aumentó muchas veces. El tráfico diario promedio en la autopista Podravska es de 6500 vehículos.